# فارس (إقليم الكنيسة السريانية الشرقية)

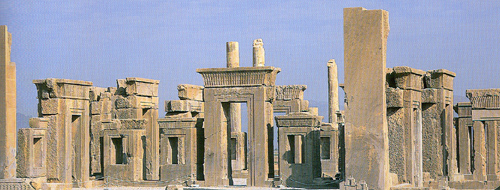
أطلال برسبوليس

كانت متروبوليتية فارس مقاطعة متروبوليتية شرقية سريانية تابعة لكنيسة المشرق بين القرنين السادس والثاني عشر. كان مركزها في ما يعرف الآن بمحافظة فارس، المهد التاريخي للحضارة الفارسية القديمة. بالإضافة إلى العديد من المراكز في منطقة فارس نفسها، شملت هذه المقاطعة الكنسية السريانية الشرقية أيضًا العديد من الأبرشيات في الجزيرة العربية وأبرشية لجزيرة سقطرى.

## الأبرشيات في بيت قطرية والعربية

### متروبوليت بيت قطراي (تقع في قطر اليوم)
وكان المطران توماس الفارسي، "أسقف متروبوليت بيت قطراي"، من بين الموقعين على قوانين مجمع ديرين في عام 676.

### أبرشية بيت مزوناي (عمان)
وكان الأسقف يوحنان من "مازون" من بين الموقعين على أعمال مجمع عام 424م.
وكان الأسقف صموئيل من "مازون" من بين الموقعين على أعمال مجمع حزقيال في عام 576.
وكان الأسقف ستيفن "من مازونيا" من بين الموقعين على قوانين مجمع ديرين في عام 676.

### أبرشية دارين
تم تكريس الأسقف بولس من قبل البطريرك إسحاق في عام 410 لـ "جزر أرداي وتودورو"، وربما ديرين.
في عام 586 كتب البطريرك إيشوعياب الأول (582-595) مجموعة من اثنين وعشرين قانونًا لاستخدامها من الأسقف من دارين.
وكان الأسقف إيشوعياب من ديرين من بين الموقعين على أعمال مجمع ديرين في عام 676.

### أبرشية هاجر
وكان الأسقف بوساي من هاجر من بين الموقعين على قوانين مجمع دارين في عام 676.

### أبرشية حتا
وكان الأسقف شاهين من حتا من بين الموقعين على قوانين مجمع الديرين (دارين) سنة 676م. 

### أبرشيةسقطرى
قام البطريرك سبريشو الثالث [الإنجليزية] بتكريس أسقف لم يُذكر اسمه لسقطرى بعد فترة وجيزة من تكريسه في عام 1063/4.
وكان الأسقف قرياقوس من سقطرى حاضراً في تكريس البطريرك يهبلها الثالث [الإنجليزية] في عام 1281.

### أبرشية اليمن وصنعاء
كان الراهب بطرس من دير بيت أبي [الإنجليزية] أسقفاً لليمن ʿ في عهد البطريرك إبراهيم الثاني [الإنجليزية] (837-850). كان بطرس تلميذًا لزميله الراهب داود، الذي رُسِّم مطرانًا لبيت سيناء (الصين) في عهد تيموثاوس الأول (780-823)، ويبدو أنه رافق داود إلى الصين أسقفًا قبل تعيينه أسقفًا لليمن وصنعاء.

### الاستشهادات
1. 1 2 3 4  Chabot, 482
2. 1 2  Chabot, 368
3. ↑  Chabot, 473
4. ↑  Chronicle of Seert, ii. 119
5. ↑  Mari, 125 (Arabic), 110 (Latin)
6. ↑  Sliba, 124 (Arabic)
7. ↑  Wallis Budge, Book of Governors, 448

### فهرس
- Assemani، Giuseppe Luigi (1775). De catholicis seu patriarchis Chaldaeorum et Nestorianorum commentarius historico-chronologicus. Roma. مؤرشف من الأصل في 2023-08-03.
- Assemani, J. S., Bibliotheca Orientalis Clementino-Vaticana (4 vols, Rome, 1719–28)
- Brooks, E. W., Eliae Metropolitan Nisibeni Opus Chronologicum (Rome, 1910)
- Chabot، Jean-Baptiste (1902). Synodicon orientale ou recueil de synodes nestoriens (PDF). Paris: Imprimerie Nationale.
- Dauvillier, J., 'Les provinces chaldéennes "de l'extérieur" au Moyen Âge', in Mélanges Cavallera (Toulouse, 1948), reprinted in Histoire et institutions des Églises orientales au Moyen Âge (Variorum Reprints, London, 1983)
- Fiey، Jean Maurice (1979) [1963]. Communautés syriaques en Iran et Irak des origines à 1552. London: Variorum Reprints. ISBN:9780860780519. مؤرشف من الأصل في 2023-11-11.
- Fiey، Jean Maurice (1993). Pour un Oriens Christianus Novus: Répertoire des diocèses syriaques orientaux et occidentaux. Beirut: Orient-Institut. ISBN:9783515057189. مؤرشف من الأصل في 2023-08-02.
- Gismondi, H., Maris, Amri, et Salibae: De Patriarchis Nestorianorum Commentaria I: Amri et Salibae Textus (Rome, 1896)
- Gismondi, H., Maris, Amri, et Salibae: De Patriarchis Nestorianorum Commentaria II: Maris textus arabicus et versio Latina (Rome, 1899)
- Harrak, A., The Acts of Mar Mari the Apostle (Atlanta, 2005)
- Tisserant, E., 'Église nestorienne', Dictionnaire de Théologie Catholique, 11, 157–323
- Wallis Budge, E. A., The Book of Governors: The Historia Monastica of Thomas, Bishop of Marga, AD 840 (London, 1893)
- Wilmshurst، David (2000). The Ecclesiastical Organisation of the Church of the East, 1318–1913. Louvain: Peeters Publishers. ISBN:9789042908765. مؤرشف من الأصل في 2024-12-02.
- Wilmshurst، David (2011). The martyred Church: A History of the Church of the East. London: East & West Publishing Limited. ISBN:9781907318047. مؤرشف من الأصل في 2023-10-10.
- Wright, W., A Short History of Syriac Literature (London, 1894)